# Dilochrosis parvula
Dilochrosis parvula är en skalbaggsart som beskrevs av Moser 1902. Dilochrosis parvula ingår i släktet Dilochrosis och familjen Cetoniidae. Inga underarter finns listade i Catalogue of Life.